# Francisco Rodríguez Argüeso
Francisco Javier Rodríguez Argüeso (Reinosa, Cantabria; 13 de noviembre de 1961) es un político español del Partido Popular de Cantabria que ocupó el cargo de consejero de Obras Públicas y Vivienda en el Gobierno de Cantabria desde junio del año 2011 hasta julio de 2015.

## Biografía
Desde 1986 hasta 1991 fue secretario general de Jóvenes Agricultores de Cantabria, perteneciendo al Comité Ejecutivo de ASAJA, siendo el responsable nacional del sector lácteo. Además, en 1990 fue vicepresidente electo del Consejo Europeo de Jóvenes Agricultores. 
Fue responsable de las relaciones del Gobierno cántabro con las Comunidades Europeas entre 1991 y 1993. Desde 1991 es diputado y, desde 1995 hasta 2011, fue portavoz del Grupo Popular en Cantabria.
Hasta 2011 fue el presidente de la Obras Social de Caja Cantabria. Es presidente del Comité Electoral del Partido Popular cántabro.
| Predecesor: José Antonio Arce                                                                 | Portavoz del PP de Cantabria en el Parlamento de Cantabria 1995-2011 | Sucesor: Eduardo van den Eynde |
| Predecesor: José María Mazón (Obras Públias, Ordenación del Territorio, Vivienda y Urbanismo) | Consejero de Obras Públicas y Vivienda de Cantabria 2011-2015        | Sucesor: José María Mazón      |